# Ева Бич (Хаваји)
Ева Бич (енгл. Ewa Beach) насељено је место за статистичке потребе у америчкој савезној држави Хаваји. По попису становништва из 2010. у њему је живело 14.955 становника.

## Демографија
Према попису становништва из 2010. у граду је живело 14.955 становника, што је 305 (2,1%) становника више него 2000. године.
| Група             | 2000.         | 2010.         |
| Белци             | 1.416 (9,7%)  | 1.070 (7,2%)  |
| Афроамериканци    | 96 (0,7%)     | 99 (0,7%)     |
| Азијати           | 7.199 (49,1%) | 7.573 (50,6%) |
| Хиспаноамериканци | 1.421 (9,7%)  | 1.658 (11,1%) |
| Укупно            | 14.650        | 14.955        |